# Al-Bíra
Al-Bíra (arabsky البيرة‎, také al-Bíre) je město na Západním břehu Jordánu v guvernorátu Ramalláh – al-Bíra. Je spravováno vládou Státu Palestina. Nachází se 15 km na sever od Jeruzaléma na předměstí Ramalláhu. Jméno znamená „studna“ a je zřejmě odvozené od biblického Be'erot.

## Historie
V minulosti město leželo na obchodní cestě z Jeruzaléma do Náblusu. Svatý Jeroným zmiňuje al-Bíre jako velkou vesnici na cestě do Emauz, 7 mil od Jeruzaléma. Později město dobyli křižáci, postavili zde hrad, kostel a hospic. Po bitvě u Hattínu Saladin křižáky vyhnal a město úplně zničil. V následujících staletích to byla muslimská vesnice. 6. června 1967 město dobyl v šestidenní válce Izrael a v roce 1994 předal správu Palestinské autonomii v rámci dohody z Osla.